# Rune Bratseth
Rune Bratseth (Trondheim, 1961. március 19. –) norvég válogatott labdarúgó.

## Pályafutása

### Klubcsapatban
Pályafutását a Rosenborg BK csapatában kezdte 1983-ban még félig profi státuszban. 1985-ben norvég bajnokságot nyert csapatával. 1987 januárjában a Werder Bremen szerződtette, ahol hamar a kezdőcsapatban találta magát. Bemutatkozására egy Nürnberg elleni 5–1-es vereséggel zárult bajnoki alkalmával, 1987. február 21-én került sor. Egy évvel később az első teljes szezonjában megnyerték a német bajnokságot. 
A kupagyőztesek Európa-kupájának 1991–92-es sorozatában 8 mérkőzésen lépett pályára és 2 gót szerzett. A döntőben 2–0-ra verték az AS Monaco csapatát és elhódították a serleget. A következő szezonban ismét bajnoki címet ünnepelhetett csapatával. A német kupát két alkalommal sikerült megnyernie.

### A válogatottban
1986 és 1994 között 60 alkalommal szerepelt a norvég válogatottban és 4 gólt szerzett. 1986. február 26-án játszotta első mérkőzését nemzeti csapatban Grenada ellen. Részt vett az 1994-es világbajnokságon, ahol ő viselte a csapatkapitányi karszalagot.

## Sikerei, díjai
Rosenborg
- Norvég bajnok (1): 1985

Werder Bremen
- Német bajnok (2): 1987–88, 1992–93
- Német kupa (2): 1990–91, 1993–94
- Kupagyőztesek Európa-kupája (1): 1991–92

## Külső hivatkozások
- Rune Bratseth adatlapja a National-Football-Teams.com oldalon (angolul)

- Rune Bratseth (angol nyelven). eu-football.info